# Einbeck
Einbeck er en tidligere Hansestad, et lokalcenter og en selvstændig kommune i Landkreis Northeim i den sydlige del af Niedersachsen med knap 31.500 indbyggere (2013). Byen ligger ved floderne Ilme og Leine

## Geografi
Einbeck ligger i Einbeck-Markoldendorfer Becken umiddelbart syd for højdedraget Hube (Fuchshöhlenberg 346,2 moh.). Den nærmest større by er Göttingen omkring 30 km mod syd, og Hildesheim omkring 35 km mod nord. Mittelgebirgeområdet Harzen begynder omkring 20 kilometer øst for kommunegrænsen, Solling omkring 15 km mod vest.

## Historie
Byen findes nævnt i dokumenter fra 1158. Einbeck fik købstadsrettigheder i året 1252 . Byen oplevede i middelalderen en blomstringstid og tilhørte Hanseforbundet . „I middelalderen var Einbeckøllet vidt berømt".  Øllet blev eksporteret også til Stockholm. Bockøllen blev opfundet her, og ordet „Bockbier" er en forvanskning af „Ainpöckisch Bier". Byen blev næsten ødelagt helt af brand i året 1540, men blev hurtigt opbygget igen. Mange af bindingsværkshusene i Einbeck er fra denne periode.
I Trediveårskrigen besattes byen i 1632 og 1641 og i hundredvis af huse blev ødelagt. I Syvårskrigen blev mange nedrevet for at give plads til byens befæstninger. I 1866 besejrede Preussen Kongeriget Hannover, som Einbeck tilhørte, og byen blev dermed til en del af Preussen. Einbeck havde 8.709 indbyggere i 1905.
Nazipartiet vandt flertal i Einbeck i 1933 og kom til magten. Synagogen blev sat i brand i Krystalnatten i november 1938 og jøder blev fordrevet fra byen.
Efter Anden Verdenskrig tiltog befolkningen kraftigt på grund af stor tilstrømning af mennesker fra de østlige territorier og byens industrier tiltog kraftigt. I 70'erne blev mange omkringliggende byer inkorporeret og byen fik sit nuværende udseende.

## Einbecker øl
Einbeck er også kendt i århundreder for sin markante øl. Einbeckerøl er oprindelse til al Bockøl . En Einbeckbrygmester blev lokket til München, for at brygge "Ainpöckisch øl" der. I den følgende periode udvikledes i den bayerske dialekt ordet "Oanpock", som endeligt blev "til Buk". På grund af det høje alkoholindhold i Bocköl var øllen populær i Hanseforbundet og blev eksporteret, for eksempel til Sverige. Øleksporten var så betydelig at man for eksempel oprettede et salgskontor i Hamborg: Einbeckeshuset. Einbecker øl er brygget i Einbeck siden 1378. I dag symboliserer Einbecker Brauhaus AG bryggeriets 600-årige øltradition langt uden for regionen.

## Galleri
- Rådhuset fra middelalderen
- Brodhaus
- Apotek
- Eickes hus efter restaurering år 2008
- Eickes hus - detalje
- Bindingsværkshuse fra rokoko og renæssancen
- Nye rådhus
- Bymuren med tårnet Storchenturm

## Berømte personer født i Einbeck
- Conrad Wilhelm Hase, arkitekt
- Harry Rosenbusch, geolog, professor